# 牧师和他的工人巴尔达的故事
《牧师和他的工人巴尔达的故事》（羅馬化：Skazka o pope i o rabotnike ego Balde）是一部由亚历山大·谢尔盖耶维奇·普希金于1830年9月13日创作的童话诗。这首诗是普希金在大博尔季诺基于先前在米哈伊洛夫斯科耶收集的民间传说创作的。首次出版于1840年，由瓦西里·安德烈耶维奇·茹科夫斯基代为出版。由于审查制度，这个版本有相当大的改动，牧师被替换成了一个商人。

## 改编作品
- 1933-1936年 - 动画电影《牧师和他的工人巴尔达的故事》，苏联，米哈伊尔·采哈诺夫斯基制作，以及幸存的由德米特里·德米特里耶维奇·肖斯塔科维奇创作的电影配乐
- 1940年 - 传统动画《牧师和他的工人巴尔达的故事》，苏联，潘捷列蒙·萨佐诺夫制作[1]
- 1956年 - 定格动画《牧师和他的工人巴尔达的故事》，苏联，阿纳托利·卡拉诺维奇制作[2]
- 1973年 - 传统动画《牧师和他的工人巴尔达的故事》，苏联，伊涅萨·科瓦列夫斯卡娅制作[3]

## 抗议
2006年10月5日纽约时报上有文章称“在瑟克特夫卡尔北部，有一家科米共和国国家歌剧与芭蕾舞剧院，那里曾是古拉格的一个劳改中心。在当地教区抗议对剧中牧师角色刻画之后，最近剧院将一场“牧师和他的工人巴尔达的故事”纪念演出中有伤风化的场面删除了。删改后的作品“减少到一连串的演员，这些都不包括牧师。”
类似问题的冲突也出现在跨2006–2007年圣诞与新年活动期的第聂伯罗彼得罗夫斯克歌剧和芭蕾舞剧。

## 汉语译本
- 《牧师及其工役巴尔达的故事》，收录于《普式庚创作集》，克夫 译
- 《牧师和工人巴尔达》，陈伯吹 译，1951年中华书局出版